# Nagy Katalin (zenész)
Nagy Katalin névvariáns: Nagy Kati (Budapest, 1956. november 5. –  Budapest, 2010. november 5.) magyar énekesnő, billentyűs, szaxofonos, gitáros, zeneszerző.

## Életpályája
„Hatéves koromtól foglalkozom zenével. A Rádió gyermekkórusában énekeltem, a Bartók Béla zenei szakközépiskolába jártam, zeneszerzést és zongorázni tanultam.”

 Zenei általános iskolába járt, tagja volt a Magyar Rádió Gyermekkórusának, ott tanult meg énekelni és zongorázni. A nyolcadik osztályban budapesti döntőt nyert a zongoristák vetélkedőjén. Felvették a Bartók Béla Zeneművészeti Szakközépiskolába, ahol klasszikus zenét tanult. A billentyűs hangszereken kívül szaxofonon, bendzsón, mandolinon és gitáron is megtanult játszani. Bergendy Istvánról mesélte: 

„Ő tanított meg szaxofonozni, mert észrevette, hogy fordítva fújtam a hangszert. Már olyan volt a szám, mint a bantu négereké.”

 1970-től még a Teleki Blanka Gimnázium diákjaként, az első női beatzenekarban a Beatrice együttesben zenélt, Csuka Mónika, Csuka Mária és Hamar Krisztina mellett. 1971-től a Tűzkerék, 1972-ben a Volán együttes tagja lett. 1973-ban megalapította a Vadmacskák nevű női zenekart. A kétéves fennállásuk alatt számos koncerten léptek fel, előzenekarként a korszak népszerű hazai zenekaraival (Fonográf, Bergendy, Omega) országjáró turnékon vettek részt, rádiós és televíziós felvételeken szerepeltek. Zenészként ők kísérték a József Attila Színház: Liliomfi című produkcióját, amelynek zenéjét Szigeti Edit írta. 1974-ben Érezd magad jól címmel egyik daluk kislemezen is megjelent.

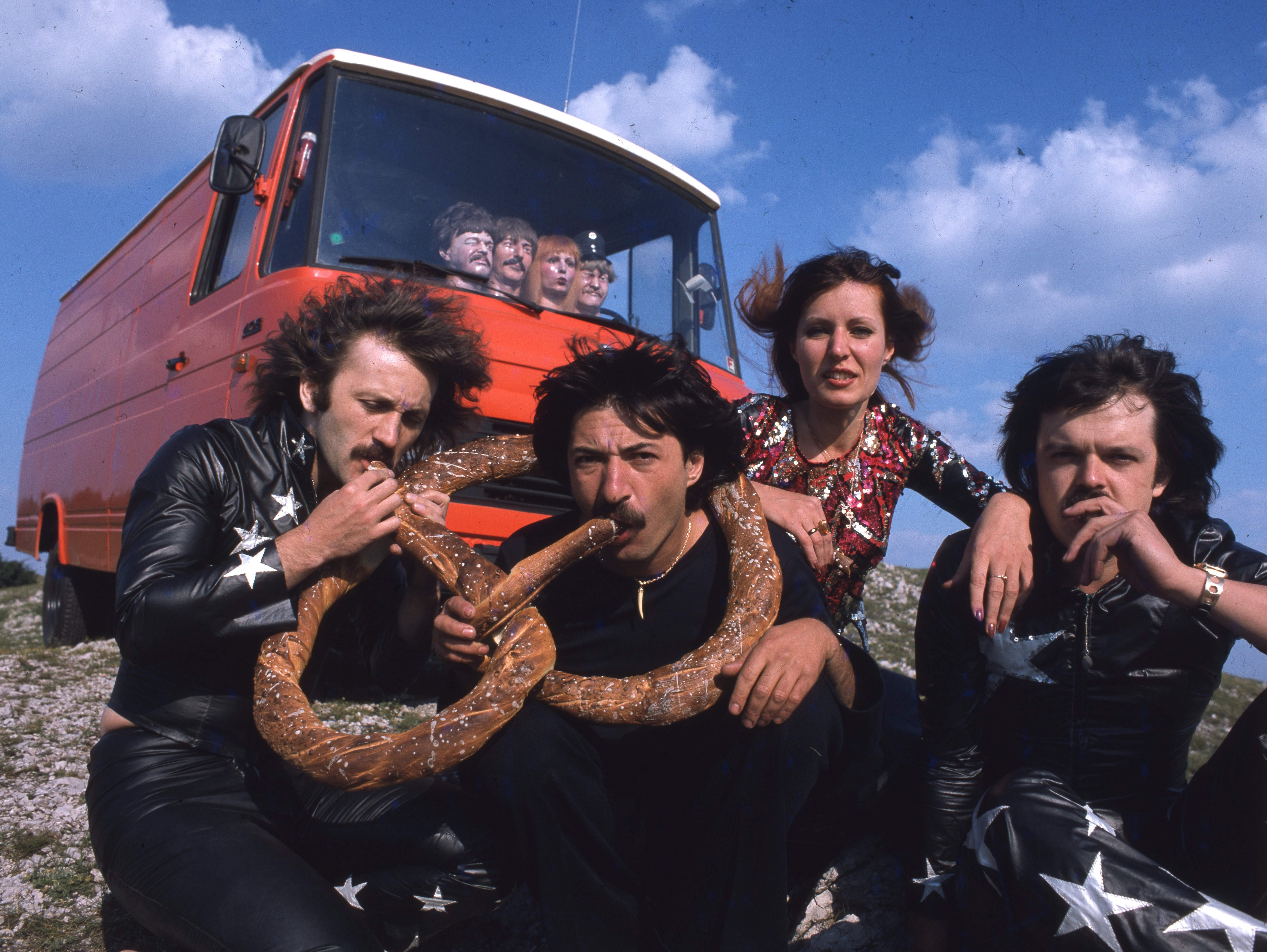
A Kati és a Kerek Perec zenekar

1975-ben megalakult a Kati és a Kerek Perec zenekar, amelynek egyik dalszerzője is volt. Először az Egymillió fontos hangjegy című tévéműsorban láthatták a nézők az együttest, ahol a Lángolok című feldolgozást és Zsoldos-Mészáros szerzeményét a Pereces bácsit énekelték. 1977-ben Egy dal neked című számukkal szerepeltek a Metronóm ’77 című zenei vetélkedőn. 1978-ban két kislemezük is megjelent, a Hinta és a Jókedvű nap,  illetve  Csillagszórós éjszaka és Egy kölcsön álom című dalaikkal. Még abban az évben hazai és külföldi tévés fellépéseken is részt vettek. 1979-ben három zenei albumon is közreműködtek: így az év magyar slágereit tartalmazó összeállításon kívül, a Disco Party című válogatáson is, illetve megjelent első önálló nagylemezük is. 1982-ben készült el a Kati és a Kerek Perec második albuma: Szerpentin címmel. 1984-ben Nagy Kati megszakította zenei karrierjét és állatkereskedést nyitott Budapest belvárosában, a VIII. kerületben a József körúton. A váltásról az alábbiakat nyilatkozta 1986-ban:

„Hét évet — egyáltalán nem hét szűk esztendőt — töltöttünk együtt a zenekarral. Bejártuk közben Kelet- és Nyugat-Európát. Rengeteget koncerteztünk, nem panaszkodhattunk, a sikerek sem maradtak el. Mindenütt szívesen fogadtak minket. Ennek ellenére, 1984 nyarán elbúcsúztam a fiúktól. Barátságosan elváltunk egymástól.…A többiek egyszerűen arra szavaztak, hogy hosszú távú vendéglátóipari szerződést kössünk nyugaton, amivel nem értettem egyet. Semmi esetre sem akartam évekre elkötelezni magam távol az otthonomtól.…Kiváltottam az önálló előadóművészi engedélyt. Kuvaitban, Egyiptomban és Angliában vállaltam 1—1 hónapos szerződést.…Kislány korom óta imádom az állatokat. Mindig volt kutyám, macskám, madaram. Titkos vágyam azonban az volt, hogy nagyon sok állatom legyen. Két évvel ezelőtt határoztam el, hogy állatkereskedést nyitok. De nem akármilyen kis boltocskára gondoltam, hanem arra, hogy enyém lesz az ország legszebb, legnagyobb, legszélesebb választékú üzlete. Nem akarom most részletezni, hogy mi kell ahhoz, hogy végül is összeálljon minden. Hivatalokból hivatalokba futkostam, állatkereskedőkkel, iparosokkal tárgyaltam. Közben szorgalmasan tanulmányoztam a szakirodalmat, állandó vendége voltam az állatkertnek, ahol rengeteget segítettek hasznos tanácsokkal.”

## Szerzeményeiből
- Nagy Katalin – Várszegi Gábor: Jókedvű nap (Kati és a Kerek Perec)
- Nagy Katalin – Soltész Rezső: Hinta (Kati és a Kerek Perec)
- Nagy Katalin – Soltész Rezső: Egy dal neked (Kati és a Kerek Perec)
- Nagy Katalin – Kiss Ernő: Egy kölcsönös álom (Kati és a Kerek Perec)
- Nagy Katalin – Kiss Ernő: Csak egy képregény (Kati és a Kerek Perec)
- Nagy Katalin – Kiss Ernő: Szeress amíg élsz (Kati és a Kerek Perec)
- Nagy Katalin – Kiss Ernő: Ő az a cigánylány (Kati és a Kerek Perec)
- Nagy Katalin – Kiss Ernő: Villamos szerelem (Kati és a Kerek Perec)
- Nagy Katalin – Kiss Ernő: Üvegszív (Kati és a Kerek Perec)
- Nagy Katalin – Horváth Attila: Tizenöt nyár (Kati és a Kerek Perec)
- Nagy Katalin – Kiss Ernő: Robinson (Kati és a Kerek Perec)
- Nagy Katalin – Kiss Ernő: Ne szeress engem (Kati és a Kerek Perec)
- Nagy Katalin – Kiss Ernő: Szívkirály (Kati és a Kerek Perec)
- Nagy Katalin – Kiss Ernő: Rolli (Kati és a Kerek Perec)
- Nagy Katalin – Kiss Ernő – S. Nagy István: Ördögi kör (Kati és a Kerek Perec)